# ميت الفرماوي
قرية ميت الفرماوي هي إحدى القرى التابعة لمركز ميت غمر في محافظة الدقهلية في جمهورية مصر العربية. حسب إحصاءات سنة 2006، بلغ إجمالي السكان في ميت الفرماوي 8997 نسمة، منهم 4525 رجل و4472 امرأة.

## التاريخ
قرية ميت الفرماوي من القرى القديمة، واسمها الأصلي وقت الفتح الإسلامي لمصر نتو (بالإنجليزية: Natho)‏، وقد وردت باسم نتو المعشوقة وقال وهي منية الفرماوي في أعمال الشرقية ضمن قرى الروك الصلاحي التي أحصاها ابن مماتي في كتاب قوانين الدواوين، كما وردت باسم منية الفرماوي في أعمال الشرقية ضمن قرى الروك الناصري التي أحصاها ابن الجيعان في كتاب «التحفة السنية بأسماء البلاد المصرية». وفي العصر العثماني كان اسمها في تربيع سنة 933هـ/1527م الذي أجراه الوالي العثماني سليمان باشا الخادم في عصر السلطان العثماني سليمان القانوني منية الفرماوي ضمن قرى ولاية الدقهلية، وفي تاريخ 1228هـ/1813م الذي عدّ قرى مصر بعد المسح الذي قام به محمد علي باشا باسم ميت الفرماوي ضمن قرى مديرية الدقهلية.